# کوشچیوو
کوشچیوو (انگلیسی: Koshcheyevo) یک شهرک در بخش کوروچانسکی استان بلگورود کشور روسیه است.